# 第2次沖縄抗争
第2次沖縄抗争（だい2じおきなわこうそう）は、1964年から1966年にかけてアメリカ統治下であった沖縄県で起きた、「那覇派」「普天間派」「山原派」の三派連合対「泡瀬派」の抗争事件。

## 前史
第1次沖縄抗争は、那覇派・コザ派両団体の組織を根底から揺るがせた。全面抗争は沖縄暴力団始まって以来の出来事であったので、裁判費用や組員の家族の生活保障の準備を全くしておらず、両団体は相次いで内紛を起こし分裂した。コザ派は「泡瀬派」と「山原派」に、那覇派からは「普天間派」が分裂した。

## 概要
1964年11月、泡瀬派は旧コザ派首領で山原派の顧問だった喜舎場朝信の乗用車に銃弾を撃ち込んだ。山原派は直ちに報復したことから第2次抗争が勃発した。
1965年夏に、両派は和解し一旦は平穏になった。しかし、今度は泡瀬派と那覇派との間に抗争が勃発した。泡瀬派は、山原派と普天間派に仲裁を依頼したが失敗に終わった。泡瀬派は失敗の原因を山原派のせいと決め付け、1966年4月30日に喜舎場を再度襲撃したが未遂に終わった。
那覇派・普天間派・山原派の三派連合は、喜舎場襲撃事件をきっかけに泡瀬派の殲滅を開始した。泡瀬派は三派連合を敵に回したのと、幹部の逮捕により大打撃を受け、翌1967年に解散した。